# Typhlocirolana margalefi
Typhlocirolana margalefi là một loài chân đều trong họ Cirolanidae. Loài này được Pretus miêu tả khoa học năm 1986.